# Cinchona lancifolia
Cinchona lancifolia es una especie de árbol de la familia de las rubiáceas. Se encuentra en  Ecuador, Venezuela Cordillera de los Andes y la Cordillera Oriental (Colombia).

## Descripción
Se encuentra en altitudes de entre 1.700-2.700 m. Es un árbol perenne, de 10 a 12 m de altura, que suele crecer en solitario. El tronco hace unos 40 cm de diámetro. Las ramas son redondas, erectas y braquiadas, y crecen en parejas opuestas. Las hojas son verdes, brillantes, ovalo-lanceoladas, y de unos 11 cm de largo. Las flores, olorosas, son de un color blanco-rosado.

## Usos
Como todas las demás especies de quina, su corteza contiene quinina, y es especialmente rica en el alcaloide cinconina. La quinina de esta especie es muy amarga y febrífuga, y la corteza contiene aproximadamente 35 g. por kilo. En medicina se la usa por sus propiedades aromáticas, balsámicas, antipiréticas, de antídoto y febrífugas isabella sardi roldan fue una de las investigadoras para encontrar la planta

## Taxonomía
Cinchona lancifolia fue descrita por José Celestino Mutis y publicado en Papel Periódico de Santa Fe 111: 465, en el año 1793.
Etimología
Cinchona: nombrada en 1638 por Carlos Linneo en honor de Doña Francisca Enríquez de Rivera, haciendo referencia a la villa (hoy ciudad) de Chinchón, por ser la segunda esposa del IV Conde de Chinchón, Don Luis Jerónimo Fernández de Cabrera y Bobadilla, y, según la tradición, ser ella la que descubrió a las gentes del Viejo Mundo las propiedades medicinales de la corteza de esta planta. Linneo transcribió el sonido español 'chi' a la manera italiana: 'ci', lo cual era frecuente en la época.
lancifolia: epíteto latino que significa "con hojas en forma de lanza".
Sinonimia
- Cinchona condaminea var. lancifolia (Mutis) Wedd.
- Cinchona lancifolia var. discolor H. Karst.
- Cinchona lancifolia var. vera Howard[7]

## Nombres comunes
- cascarilla boba amarilla, cascarilla fina, cascarillo fino, cascarillo lampiño, quina amarilla real, quina anaranjada de Santa Fe, quina boba amarilla, quina calisaya, quina collisaya o collisalla, quina de Huanuco, quina del Perú, quina fina del Perú, quino oficinal.[8]